# Бангладешско-кубинские отношения
Бангладешско-кубинские отношения — двусторонние дипломатические отношения между Бангладеш и Кубой. Государства являются членами Организации Объединённых Наций.

## История
Дипломатические отношения были установлены в 1972 году, сразу после обретения независимости Бангладеш. Переломным моментом в отношениях стало подписание Бангладеш спорного соглашения с Кубой об экспорте джутовых мешков в 1974 году. Эта сделка возмутила США, у которых были враждебные отношения с Кубой, и привела к приостановке американской продовольственной помощи Бангладеш. За этим последовало разрушительное наводнение в июле-августе 1974 года, которое затопило значительную часть территории Бангладеш и нанесло серьёзный ущерб внутреннему производству продовольствия. В результате страну охватил голод, в результате которого погибло почти 1 миллион человек. Чтобы получить продовольственную и другую помощь из США, правительство Бангладеш разорвало все связи с Кубой, и двусторонние отношения достигли критической точки. Отношения восстановились, когда бывший президент Бангладеш Зиаур Рахман стал первым главой Бангладешского государства, посетившим Гавану с официальным визитом в 1979 году. Кубинцы могут получить визу по прибытии в Бангладеш.

## Визиты на высшем уровне
Бывший президент Бангладеш Зиаур Рахман посетил Гавану с официальным визитом в 1979 году.

## Политика
В Бангладеш прошёл митинг с требованием освободить «Кубинскую пятёрку», а также было собрано 10000 подписей под соответствующей петицией.

## Экономическое сотрудничество
Бангладеш и Куба заинтересованы в расширении экономического сотрудничества. Они работают в этом направление. Фармацевтическая отрасль была определена как потенциальный сектор для экономического сотрудничества между двумя странами.

## Культура
Афро-кубинская фанк-джаз группа Motimba устраивала концерты кубинского джаза в Дакке.